# Премия Вилла Романа
Премия Вилла Романа (нем. Villa Romana — Римская вилла) — ежегодная премия, присуждаемая Немецким союзом художников (Deutscher Künstlerbund) за достижения в области изобразительного искусства. Основная цель награды — предоставление возможности талантливым, в первую очередь молодым, художникам, проживающим в Германии, совершенствовать своё мастерство во время длительного пребывания в Италии. Была учреждена в 1905 году и является старейшей немецкой художественной наградой.

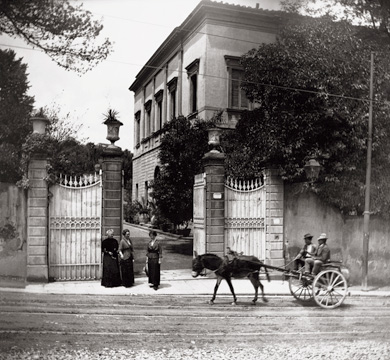
Вилла Романа. Флоренция. 1914

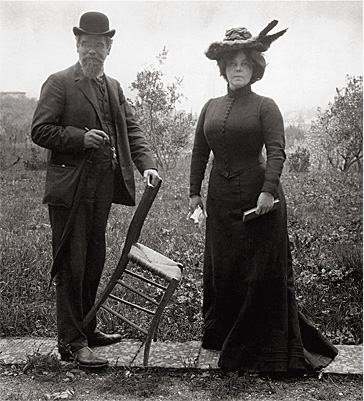
Макс Клингер и Эльза Асeньева в саду виллы. 1905

Приз заключается в получении стипендии для работы на Вилле Романа во Флоренции на улице Виа Сенезе на южной окраине города. Виллу Романа в качестве учебного центра приобрёл в 1905 году немецкий художник-символист Макс Клингер, который в 1903 году стал вице-президентом Немецкого союза художников. Вместе с Георгом Хирцелем он переоборудовал здание. Первым лауреатом премии стал Густав Климт, однако он отказался от этой чести и передал премию Максимилиану Курцвайлю.
Вилла Романа ежегодно с 1 февраля по 30 ноября принимает четырёх стипендиатов на десятимесячный срок, включающий бесплатное пользование студией и полностью оборудованной квартирой, а также ежемесячную стипендию в размере 2000 евро. Стипендиаты участвуют в выставках как во Флоренции, так и в Германии. По окончании пребывания в Италии все вместе задумывают издание в виде отчётного альбома выполненных ими работ.
Вилла Романа — это дом, который ежегодно посещают художники из разных стран, кураторы, критики и посетители. По настоящее время виллой управляет некоммерческая немецкая ассоциация, которую многие художники активно поддерживают своим сотрудничеством и членством.
С момента своего создания в 1905 году история премии «Вилла Романа» связана с многими известными художниками. Перед Первой мировой войной среди стипендиатов были Георг Кольбе (1905), Макс Бекманн (1906), Кете Кольвиц (1906) и Эрнст Барлах (1908), позднее Герхард Маркс (1928) и Эми Рёдер (1936). Во второй половине двадцатого века премию получили Хорст Антес (1962), Георг Базелиц (1965), Маркус Люперц (1970), Мишель Буте (1976) и Катарина Гроссе (1992).